# Kelvin John
Kelvin Pius John (* 10. Juni 2003 in Morogoro) ist ein tansanischer Fußballspieler.

## Karriere

### Verein
Kelvin John erlernte das Fußballspielen in der englischen Brooke House Football Academy. 2021 wechselte der Mittelstürmer in die Jugendabteilung von KRC Genk.
Am 3. April 2022 gab er sein Debüt für die Profimannschaft von Genk am 33. Spieltag der Division 1A 2021/22 beim 5:0-Heimsieg gegen die KAS Eupen1, als er in der zweiten Halbzeit eingewechselt wurde. In der Saison 2022/23 wurde er ausschließlich in der U 23-Mannschaft eingesetzt, die ab dieser Saison in die Division 1B eingegliedert wurden war. Er bestritt dort 20 von 32 möglichen Ligaspielen, bei denen er zwei Tore schoss. In der Folgesaison absolvierte er 21 Spiele und erzielte zwei Treffer. Am Ende der Saison wurde bekannt, dass er zum dänischen Erstligaaufsteiger Aalborg BK wechselt.

### Nationalmannschaft
John wurde 2018 erstmalig für die tansanische U17 nominiert. Für die U20 absolviere er zwischen 2019 und 2021 vierzehn Spiele und schoss dabei insgesamt zehn Tore. Am 28. Juli 2019 debütierte John für die A-Nationalmannschaft Tansanias beim 0:0-Remis in der Qualifikation zum Afrika-Cup 2022 gegen Kenia.